# ویسنته راموس سسیلیو
ویسنته راموس سسیلیو (اسپانیایی: Vicente Ramos Cecilio‎؛ زادهٔ ۱۸ مارس ۱۹۴۷) بازیکن بسکتبال اهل اسپانیا بود.
وی در مسابقات کشوری و بین‌المللی در مجموع برندهٔ ۱ مدال نقره شده‌است.